# منجم تشينو

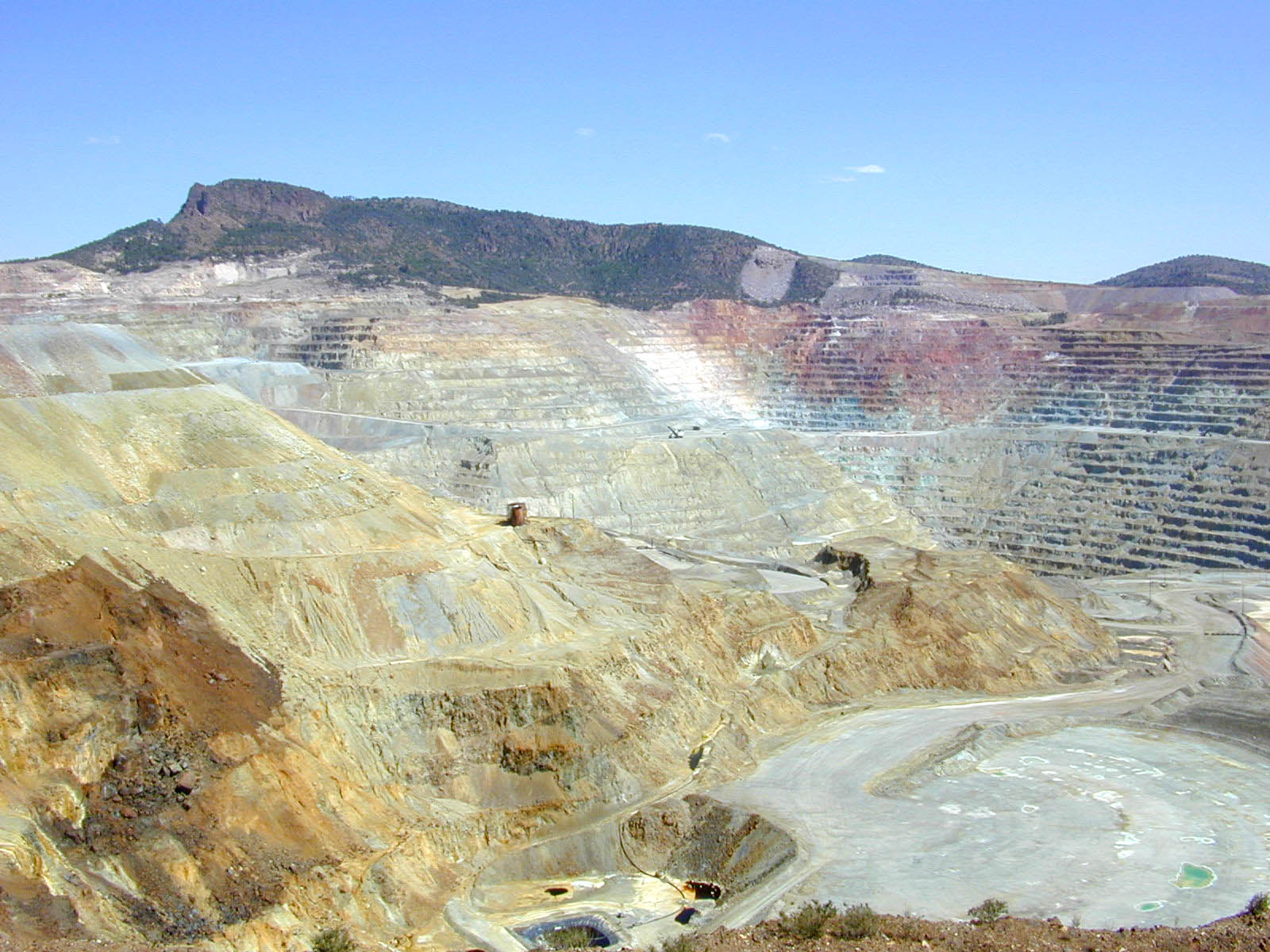
منجم تشينو في سنة 2003

منجم تشينو هو منجم للتعدين السطحي لاستخراج النحاس بالقرب من موقع سانتا ريتا في ولاية نيومكسيكو الأمريكية، حوالي 24 كم شرقي مدينة سيلفر سيتي.
يعني اسم النجم حرفياً المنجم الصيني، وله عدد من التسميات الأخرى مثل سانتا ريتا Santa Rita أو سانتا ريتا دل كوبري Santa Rita del Cobre؛ وكان قد ابتدأ العمل فيه سنة 1909.